# 231년

## 연호
- 위(魏) 태화(太和) 5년
- 촉(蜀) 건흥(建興) 9년
- 오(吳) 황룡(黃龍) 3년

## 기년
- 위(魏) 명제(明帝) 5년
- 촉(蜀) 후주(後主) 9년
- 오(吳) 대제(大帝) 10년
- 신라(新羅) 조분 이사금(助賁泥師今) 2년
- 고구려(高句麗) 동천왕(東川王) 5년
- 백제(百濟) 구수왕(仇首王) 18년

## 사건
- 음력 7월, 신라는 이찬 석우로를 대장군으로 해 감문국을 쳐 병합했다.

## 참고 문헌
- 김부식 (1145). 〈권02 조분 이사금 條〉. 《삼국사기》.